# Charles Dupuy
Charles Dupuy (ur. 5 listopada 1851 w Le Puy-en-Velay, zm. 23 lipca 1923 w Ille-sur-Têt) – francuski polityk czasów III republiki, trzykrotny premier Francji, mąż stanu.
Dupuy urodził się w 1851 r. w Le Puy-en-Velay w rodzinie drobnego urzędnika państwowego. Swoją młodość Dupuy spędził jako profesor filozofii oraz inspektor szkolny. W 1885 r. został wybrany do Zgromadzenia Narodowego. W 1892 r. wszedł w skład rządu Alexandre Ribota, a gdy ten utracił urząd w kwietniu 1893 r., zajął jego miejsce na stanowisku premiera Francji. 3 grudnia tego samego roku został zastąpiony przez Jean Casimira-Périer, a dwa dni później objął funkcję przewodniczącego Zgromadzenia.
30 maja 1894 r. został wybrany ponownie na stanowisko premiera. Urząd ten Dupuy pełnił do stycznia 1895 roku. Podczas jego kadencji doszło do aresztowania i skazania Alfreda Dreyfusa. Następstwem tego była Afera Dreyfusa, która doprowadziła do głębokich podziałów we francuskim społeczeństwie.
W 1898 r. ponownie objął funkcję premiera Francji, którą pełnił do czerwca 1899 r. W 1900 r. został wybrany na senatora z departamentu Górna Saona.
Charles Dupuy zmarł w 1923 r. w Ille-sur-Têt w wieku 71 lat.